# Olesia Derevjantjenko
Olesia Volodymyrinva Derevjantjenko (ukrainska: Вероніка Ігорівна Гришко), född 13 mars 2002, är en ukrainsk konstsimmare.

## Karriär
I maj 2021 vid EM i Budapest var Derevjantjenko en del av Ukrainas lag som tog guld i kombination.
I juni 2022 vid VM i Budapest var Derevjantjenko en del av Ukrainas lag som tog guld i fri kombination och highlight samt silver i det fria programmet. I augusti 2022 vid EM i Rom var hon en del av det ukrainska laget som tog guld i det fria programmet, det tekniska programmet, fri kombination samt i highlight.